# Trzy myśli pozostałe po ś. p. Henryku Ligenzie
Trzy myśli pozostałe po ś. p. Henryku Ligenzie – cykl trzech poematów  Zygmunta Krasińskiego wydany w Paryżu w 1840.

## O utworze
Kluczowym dla powstania Trzech myśli stało się zapoznanie się przez Krasińskiego z rozprawą Augusta Cieszkowskiego Prologomena zur Historiosophie wydaną w 1838. Autor dokonał w niej przewartościowania pewnych wątków filozofii heglowskiej w duchu konserwatywno-romantycznym. Podział dziejów na cztery epoki zastąpił podziałem trójdzielnym obejmującym przeszłość (starożytność), teraźniejszość - wciąż trwającą erę chrześcijańską oraz przyszłość. Pierwsza epoka była epoką uczucia i jedni, druga - epoką myśli i refleksji oraz związanego z tym dualizmu, trzecia miała być epoką czynu i ponownej integracji, harmonijnego połączenia uczuć i myśli, natury z duchem. Historia była dla Cieszkowskiego organiczną całością, z której można poznać przyszłość. Epoka trzecia rozpoczęła się w XVII wieku i miała być syntezą dwóch pierwszych, erą solidarności i braterstwa oraz czynu.
Prologomena wywarły ogromny wpływ na ukształtowanie się historiozofii Krasińskiego. Dawały bowiem możliwość poznania przyszłości, połączenia piękności z prawdą i urzeczywistnieniem dobra. W powstających w ciągu 1839 roku Trzech myślach Krasiński próbował odnaleźć głęboki sens filozoficzny, związany z życiem jednostek, narodu i Kościoła. Pod względem formalnym poeta kontynuował tradycje swych wcześniejszych utworów: Nocy letniej i Pokusy. Utwór jest w podobny sposób zawiły i przeładowany dekoracjami. Pozostaje w kręgu twórczości niemieckiej, głównie Jeana Paula. Mimo wyraźnych potknięć jest jednym z ważniejszych utworów Krasińskiego, ze względu na przenikające go dążenie do stworzenia jednolitego systemu historiozoficznego. Nie ma jeszcze ostatecznego kształtu, występują w nim już jednak wszystkie elementy występujące w późniejszej twórczości poety.

## Przedmowa
Krasiński połączył trzy utwory o rożnej tematyce wspólną przedmową, o której S. Tarnowski powiedział, że jest jedynym uśmiechem w jego twórczości. Ma ona formę listu rzekomego wydawcy Szczepana Milikowskiego herbu Gozdawa, który odnalazłszy na Sycylii, w Monreale, pisma zmarłego Henryka Ligenzy, wydaje je zgodnie z jego ostatnim życzeniem. Milikowski, ukraiński szlachcic, podróżujący po Europie ze swą romansową i poetyczną żoną, Teodolindą, zostaje przedstawiony z humorem i wyrozumiałością. Krasiński powołuje do życia typ sympatycznego szlachcica gawędziarza, a Sycylia oglądana oczyma ukraińskiego hreczkosieja nie traci nic ze swego uroku.
Zdaniem Małachowskiego Krasiński podczas podróży po Sycylii spotkał polskiego obywatela, którego uczucia i wyobrażenia świetnie podpatrzył. Tekst nie jest jednak wolny od wpływów literackich. Przede wszystkim odbił się w nim zachwyt poety dla Pamiętników Jana Chryzostoma Paska, których pierwodruk ukazał się w Poznaniu w 1836. Zastanawia również zbieżność pomysłu Przedmowy, datowanej na 1 lipca 1840 z fragmentem Preliminariów peregrynacji J. O. księcia Radziwiłła  do Ziemi Świętej Juliusza Słowackiego, drukowanych w numerach kwietniowych poznańskiego Tygodnika Literackiego. Milikowski zawdzięcza też sporo Konstantemu Gaszyńskiemu i jego zbiorowi Nord et Midi, zawierającemu opowieść o zwiedzaniu w towarzystwie polskiego małżeństwa kościoła w Salon, w którym uwagę zwiedzającyh zwrócił kamień nagrobny poświęcony Polakowi, Henrykowi Korffowi, zmarłemu w Salon w 1638.

## Zawartość
W skład zbioru wchodzą oprócz Przedmowy trzy poematy:
- Syn Cieniów
- Sen Cezary
- Legenda